# خرشي النوي
خرشي النوي (حكم 22 جانفي 1963) سياسي وأستاذ جامعي جزائري، مختص في الإدارة. ترشح خرشي النوي في الانتخابات الرئاسية الجزائرية 2019 تم إقصاؤه من القامة النهائية إثر دراسة ملف ترشحه. تولى الأمانة العامة لبلدية المسيلة 1984 ومناصب أخرى منها الحالية أستاذ بالمدرسة العليا للإدارة من 1997 ومدير عام مؤسسة فرع البركة من 2018.
تخرج في المدرسة الوطنية للإدارة، وتقلد العديد من المناصب والمهام الإدارية وتدرج في المسؤوليات منها نائب مدير الوسائل العامة لوزارة الداخلية 1993-1994.

## السيرة الشخصية
هو خرشي النوي من المسيلة، عمل خرشي النوي أستاذ بالمدرسة العليا للإدارة، وشغل منصب رئيس لجنة تسوية النزاعات لوزارة الداخلية 1994، وكان نائب مدير الوسائل العامة لوزارة الداخلية 1993-1994، كما شغل السيد خرشي النوي منصب أمين عام مجموعة البركة السعودية الجزائرية من 2010الى 2018، ومدير عام مؤسسة فرع البركة من 2018. وكان خرشي أيضًا عضوًا في مكتب اللجنة الوطنية للصفقات العمومية من 1994الى 2010.

## مؤهلاته العلمية
- أستاذ بالمدرسة العليا للإدارة من 1997.
- دراسات عليا في الدولة ومؤسساتها 1990.
- أمين عام مجموعة البركة السعودية الجزائرية من 2010 إلى 2018.[3][3][6]

## المسيرة المهنية
- أستاذ بالمدرسة العليا للإدارة من 1997 إلى يومنا.
- مدير عام مؤسسة فرع البركة من 2018 إلى يومنا.
- أمين عام بلدية المسيلة 1984.
- أمين عام ورقلة 1991.
- رئيس ديوان ولاية ورقلة 1991.
- رئيس المنتدى الجزائري للبحوث والفكر 2014 إلى يومنا.
- نائب مدير الوسائل العامة لوزارة الداخلية 1993-1994.
- مدير الوسائل العامة والهياكل الأساسية والتجهيز 1994-1997.
- مدير مركزي للوسائل العامة والهياكل الأساسية والتجهيز 1997-2010.
- رئيس لجنة تسوية النزاعات لوزارة الداخلية 1994 إلى 2010.
- رئيس اللجنة الوزارية للصفقات العمومية لوزارة الداخلية من 1994 إلى 2010.
- عضو مكتب اللجنة الوطنية للصفقات العمومية من 1994الى 2010.
- متصرف ضمن مجلس إدارة صندوق ضمان الصفقات العمومية من تاريخ انشائه إلى 2010.[4][7][8]

## الترشح للانتخابات الرئاسية 2019
خرشي النوي من بين الراغبين في الترشح للانتخابات الرئاسية 2019، أودع ملف ترشحه بتاريخ 2019/27/10 لدى السلطة الوطنية المستقلة للانتخابات ، لكن تم رفض قبول ملف ترشحه للانتخابات لعدم استيفاء الشروط الازمة لذلك  (شرط 50000 ألف استمارة الناخبين موزعة على 25 ولاية على الأقل 1200 في كل ولاية).

## المؤلفات والإصدارات
- المالية المحلية ومشاكل التنمية 1994 المطبعة البلدية.
- شبكة المعلومات المحلية 1990 المطبعة البلدية.
- تسيير المشاريع في اطار الصفقات العمومية 2010 المطبعة الخلدونية.[13]
- الصفقات العمومية دراسة نقدية تكميلية تحليلية لمنظومة الصفقات العمومية 2015 دار الهدى.
- بين الصخرة والكاميكاز للفترة، رواية تؤرخ للفترة 1956 - 2010 دار الخلدونية 2013.[14]
- صاحب عمود اسبوعي في جريدة الاحرار تحت عنوان «كتابات في الجرح» من 2000الى 2010.
- صاحب عمود اسبوعي في جريدة الفجر تحت عنوان «تسابيح فجر» من 2010 إلى 2015.[15][16]

## قائمة المراجع
1. ↑  Kreo. "البلاد الوطني / معالم رئاسيات 12 ديسمبر تتضح". http://www.elbilad.net. مؤرشف من الأصل في 2019-10-23. اطلع عليه بتاريخ 2019-10-23. {{استشهاد ويب}}: روابط خارجية في |موقع= (مساعدة)
2. ↑  Kreo. "البلاد الحدث / "الأوزان الثقيلة" تمدد "السوسبانس" وتطلب موعدا في آخر أيام إيداع ملفات الترشح". http://www.elbilad.net. مؤرشف من الأصل في 2019-10-21. اطلع عليه بتاريخ 2019-10-23. {{استشهاد ويب}}: روابط خارجية في |موقع= (مساعدة)
3. 1 2 3 4  "خرشي النوي لـ "خبر برس" : هذه أول خطوة سأقوم بها إن فزت بالإنتخابات". خبر برس. 17 أكتوبر 2019. مؤرشف من الأصل في 2019-12-18. اطلع عليه بتاريخ 2019-10-23.
4. 1 2  ali (23 أكتوبر 2019). "من هو الراغب في الترشح للرئاسيات "خرشي النوي"؟". المرصد الجزائري | موقع إخباري وإعلامي جزائري. مؤرشف من الأصل في 2019-12-18. اطلع عليه بتاريخ 2019-10-23.
5. ↑  "خرشي النوي أستاذ بالمدرسة العليا للادارة" (PDF). مؤرشف من الأصل (PDF) في 23 أكتوبر 2019. اطلع عليه بتاريخ 23/10/2019. {{استشهاد بدورية محكمة}}: الاستشهاد بدورية محكمة يطلب |دورية محكمة= (مساعدة) وتحقق من التاريخ في: |تاريخ الوصول= (مساعدة)
6. ↑  "Revue-finance-et-marchés-N05.pdf" (PDF). مؤرشف من الأصل (PDF) في 18 ديسمبر 2019. اطلع عليه بتاريخ 23/10/2019. {{استشهاد بدورية محكمة}}: الاستشهاد بدورية محكمة يطلب |دورية محكمة= (مساعدة) وتحقق من التاريخ في: |تاريخ الوصول= (مساعدة)
7. ↑  "الجريدة الرسمية" (PDF). مؤرشف من الأصل (PDF) في 16 مايو 2018. اطلع عليه بتاريخ 23/10/2019. {{استشهاد بدورية محكمة}}: الاستشهاد بدورية محكمة يطلب |دورية محكمة= (مساعدة) وتحقق من التاريخ في: |تاريخ الوصول= (مساعدة)
8. ↑  "خرشي النوي لـ "خبر برس" : هذه أول خطوة سأقوم بها إن فزت بالإنتخابات". خبر برس. 17 أكتوبر 2019. مؤرشف من الأصل في 2019-12-18. اطلع عليه بتاريخ 2019-10-28.
9. ↑  "خرشي النوي يودع ملف ترشحه أمام السلطة المستقلة للإنتخابات". النهار أونلاين. 26 أكتوبر 2019. مؤرشف من الأصل في 2019-10-30. اطلع عليه بتاريخ 2019-11-05.
10. ↑  "خرشي النوي يودع ملف ترشحه للرئاسيات بمقر سلطة الانتخابات – الصوت الآخر". www.assawt.net. مؤرشف من الأصل في 2019-12-18. اطلع عليه بتاريخ 2019-11-05.
11. ↑  Kreo. "البلاد / خرشي النوي يودع ملف ترشحه للرئاسيات". http://www.elbilad.net. مؤرشف من الأصل في 2019-10-28. اطلع عليه بتاريخ 2019-11-05. {{استشهاد ويب}}: روابط خارجية في |موقع= (مساعدة)
12. ↑  "خمسة مرشحين في القائمة النهائية للانتخابات الرئاسية الجزائرية". اندبندنت عربية. 2 نوفمبر 2019. مؤرشف من الأصل في 2019-11-05. اطلع عليه بتاريخ 2019-11-05.
13. ↑  نوي، (2011). تسيير المشاريع في إطار تنظيم الصفقات العمومية /. Dār al-Khaldūnīyah lil-Nashr wa-al-Tawzīʻ. ISBN:9789961520680. مؤرشف من الأصل في 2020-01-23.
14. ↑  نوي، (2013). بين الصخرة والكاميكاز. دار الخلدونية،. ISBN:9789961525425. مؤرشف من الأصل في 2020-01-25.
15. ↑  "al-fadjr.com". www.al-fadjr.com. مؤرشف من الأصل في 2019-06-23. اطلع عليه بتاريخ 2019-10-23.
16. ↑  "تسابيح فجر البرامج الحزْبيّة". vitaminedz.com (بar-AR). Archived from the original on 2019-10-23. Retrieved 2019-10-23.{{استشهاد ويب}}:  صيانة الاستشهاد: لغة غير مدعومة (link)